# Giovanni Pesaro
Giovanni Pesaro (né le 1er septembre 1589 à Venise et mort dans la même ville le 30 septembre 1659) est le 103e doge de Venise du 8 avril 1658 jusqu'à sa mort.
Durant son bref dogat, Giovanni Pesaro poursuit la guerre de Candie.

## Biographie

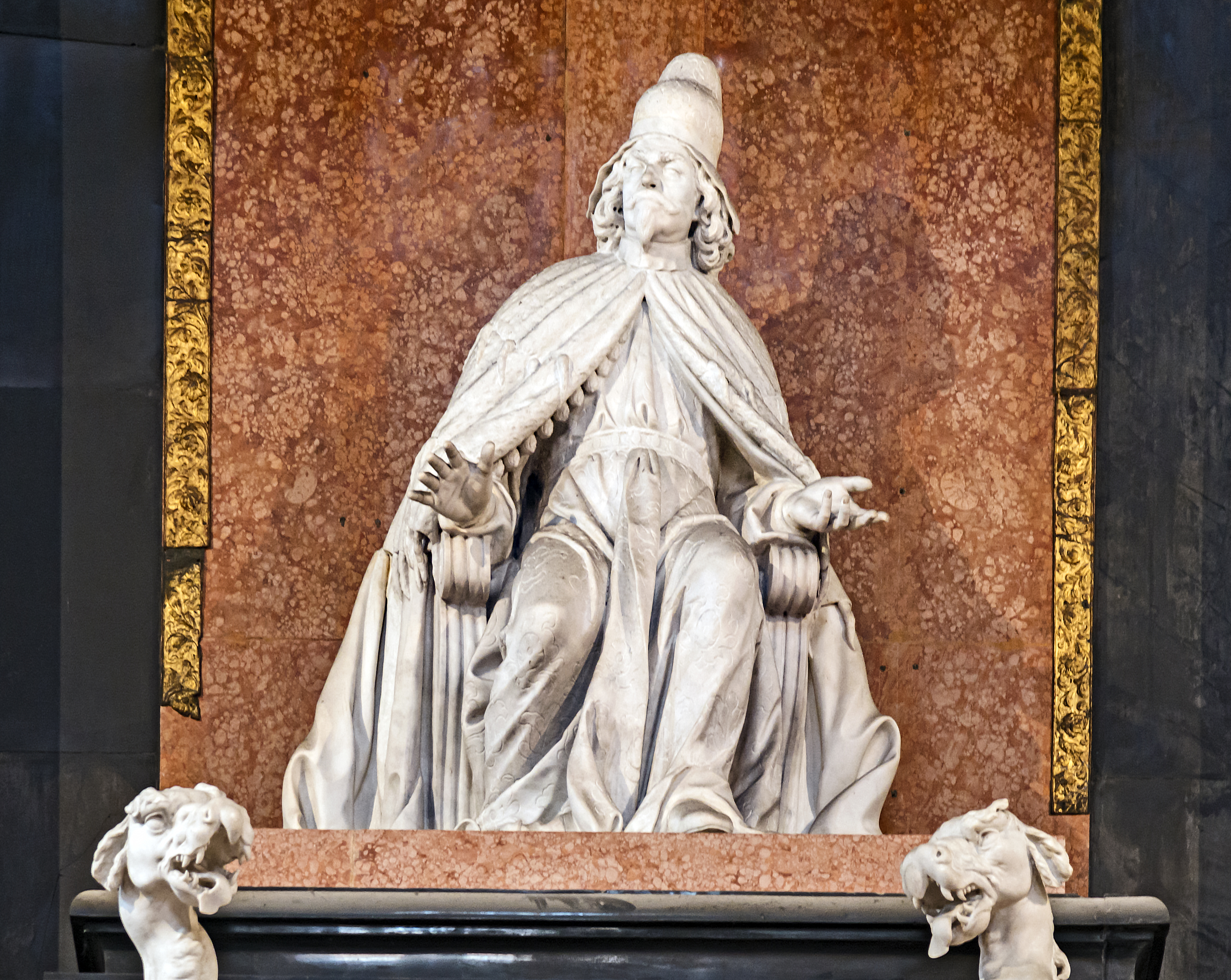
Giovanni Pesaro par Josse le Court

Giovanni Pesaro est le fils de Vettor et d'Elena Soranzo. Étant jeune, il échappe de justesse à la noyade. Homme très riche, il fait une rapide carrière dans l'administration publique étant élu à plusieurs reprises conseiller du doge et sénateur, ambassadeur en Savoie, en France, en Angleterre, auprès de Ferdinand III du Saint-Empire, de Ladislas de Pologne et d'Alexandre VII, ainsi que procureur.
Malgré tous ces honneurs, de nombreuses infamies obscurcissent sa réputation: en 1642 il abandonne la garnison de Pontelagoscuro (hameau de Ferrare) à l'arrivée de l'ennemi bien qu'il en soit le commandant, et au cours des années suivantes, il est impliqué dans des malversations et des abus de biens. Pendant qu'il est recteur sur le terre ferme, il vole des propriétés à ses administrés. Son frère est banni à vie pour de nombreux crimes.
Malgré tout ce passif, Pesaro réussit à remonter la pente avec un long discours devant le Grand Conseil (Maggior Consiglio) par lequel il convainc les nobles de poursuivre la guerre, offrant aussi 6 000 ducats. Cette nouvelle attitude, lui permet d'obtenir un ample consensus et de se porter candidat au scrutin de 1658. Il est veuf de Lucia Barbarigo dont la famille a donné deux doges.

### Le dogat

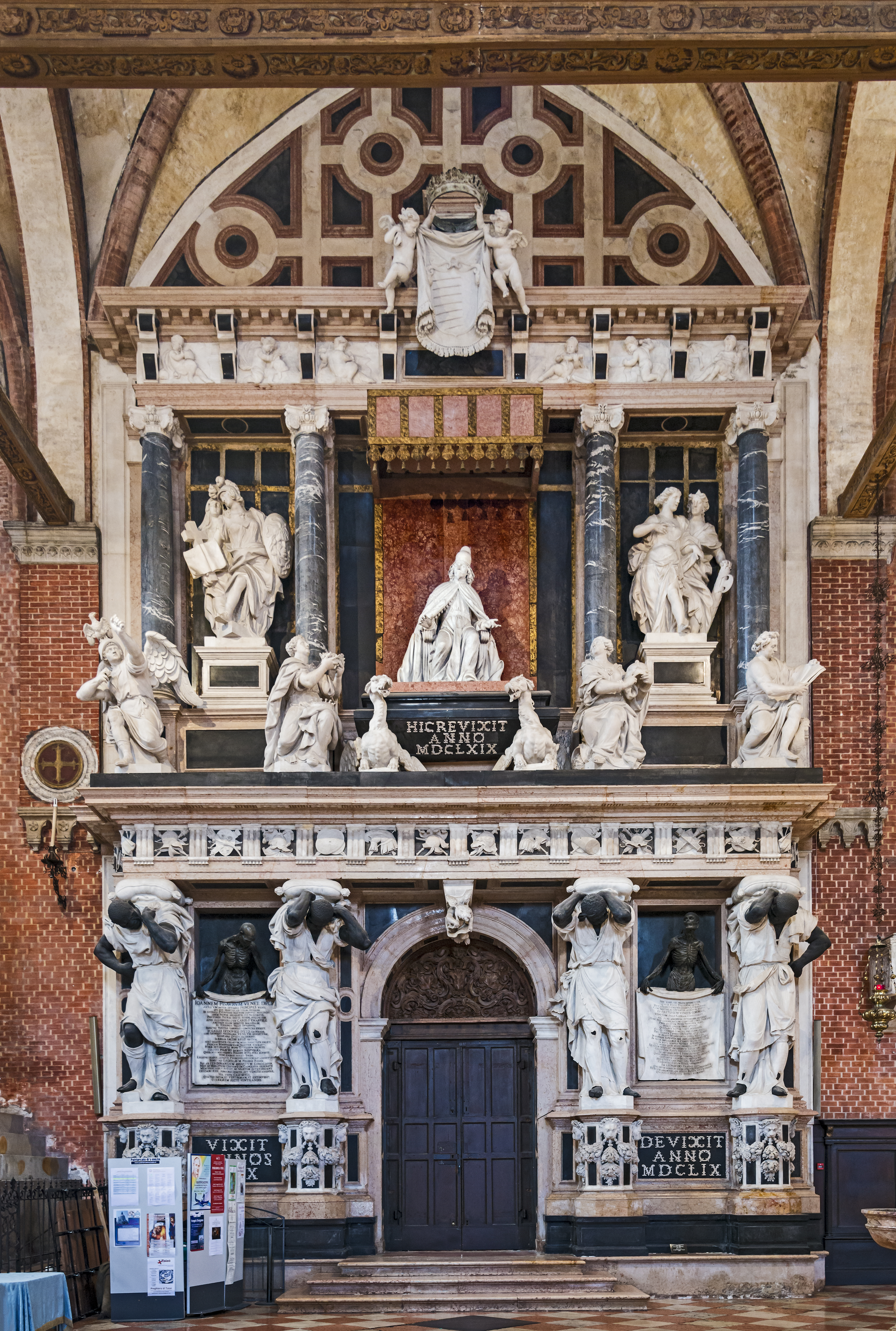
Tombeau du doge Giovanni Pesaro

Le 8 avril 1658 il réussit, dès le premier tour, à s'imposer sur ses adversaires surtout parce qu'ils sont trop vieux et que les électeurs souhaitent un doge qui dure. Espoir vain, détesté par le peuple qui a en mémoire son arrogance et ses fautes, rapidement il est l'objet d'une maladie inconnue et perd ses dents.
Lors de son entrée en fonction, la République se trouve dans des conditions économiques catastrophiques. En raison du déplacement des circuits commerciaux, le commerce n'apporte plus les ressources suffisantes et la guerre avec les Turcs coûte de nombreuses vies et des dépenses très importantes.
Sans qu'il y ait de réformes ou de nouveautés sur le théâtre d'opération en Crète, le doge meurt le 30 septembre 1659 et est enterré en grande pompe dans la basilique Santa Maria Gloriosa dei Frari.
Son tombeau est construit de 1665 à 1669. Il a laissé 12 000 ducats pour sa réalisation. Grandiose, il est conçu sur deux étages par Baldassare Longhena, les sculptures sont de Giusto Le Court, Michele Fabris, Melchior Barthel et Francesco Cavrioli.

## Armoiries

Armoiries de la famille de Pesaro.